# Clasificación para la Copa Asiática Femenina de la AFC de 2018
La Clasificación para la Copa Asiática femenina de la AFC 2018 se disputó entre 3 y el 12 de abril de 2017 y tuvo como objetivo clasificar a cuatro selecciones para la Copa Asiática Femenina de la AFC de 2018.
Fue disputada en cuatro países, Jordania, Vietnam, Corea del Norte y Tayikistán por diecinueve selecciones. Al principio las selecciones de Líbano y Guam se habían inscrito a las clasificatorias y habían sido sorteadas en el Grupo C, pero tiempo después se retiraron y dicho grupo fue conformado solo por tres equipos.

## Formato
La competencia dividió a las veintiún selecciones en cuatro grupos, un grupo de seis selecciones y tres de cinco selecciones, donde cada participante compitió contra sus contrincantes una vez. El primer seleccionado de cada grupo clasificó a la Copa Asiática Femenina de 2018.

## Grupos

### Grupo A
| Equipos                | Pts. | PJ | PG | PE | PP | GF | GC | Dif. |
| ---------------------- | ---- | -- | -- | -- | -- | -- | -- | ---- |
| Jordania               | 15   | 5  | 5  | 0  | 0  | 37 | 3  | 34   |
| Filipinas              | 10   | 5  | 3  | 1  | 1  | 18 | 6  | 12   |
| Baréin                 | 8    | 5  | 2  | 2  | 1  | 10 | 8  | 2    |
| Emiratos Árabes Unidos | 7    | 5  | 2  | 1  | 2  | 5  | 11 | -6   |
| Tayikistán             | 3    | 5  | 1  | 0  | 4  | 3  | 23 | -19  |
| Irak                   | 0    | 5  | 0  | 0  | 5  | 0  | 22 | -22  |

| 3 de abril de 2017 | Baréin | 0:6 (0:4) | Jordania | Estadio Pamir, Dusambé, Tayikistán |             |
|                    |        | Reporte   |          | Árbitro(s):                        | Árbitro(s): |

| 3 de abril de 2017 | Irak | 0:1 (0:0) | Tayikistán | Estadio Pamir, Dusambé, Tayikistán |             |
|                    |      | Reporte   |            | Árbitro(s):                        | Árbitro(s): |

| 3 de abril de 2017 | Filipinas | 4:0 (2:0) | Emiratos Árabes Unidos | Estadio Pamir, Dusambé, Tayikistán |             |
|                    |           | Reporte   |                        | Árbitro(s):                        | Árbitro(s): |

| 5 de abril de 2017 | Filipinas | 4:0 | Irak | Estadio Pamir, Dusambé, Tayikistán |  |
|                    |           |     |      | Árbitro(s):                        |  |

| 5 de abril de 2017 | Baréin | 4:0 | Tayikistán | Estadio Pamir, Dusambé, Tayikistán |  |
|                    |        |     |            | Árbitro(s):                        |  |

| 5 de abril de 2017 | Jordania | 6:0 | Emiratos Árabes Unidos | Estadio Pamir, Dusambé, Tayikistán |  |
|                    |          |     |                        | Árbitro(s):                        |  |

| 7 de abril de 2017 | Emiratos Árabes Unidos | 1:1 | Baréin | Estadio Pamir, Dusambé, Tayikistán |  |
|                    |                        |     |        | Árbitro(s):                        |  |

| 7 de abril de 2017 | Tayikistán | 0:8 | Filipinas | Estadio Pamir, Dusambé, Tayikistán |  |
|                    |            |     |           | Árbitro(s):                        |  |

| 7 de abril de 2017 | Jordania | 10:0 | Irak | Estadio Pamir, Dusambé, Tayikistán |  |
|                    |          |      |      | Árbitro(s):                        |  |

| 10 de abril de 2017 | Irak | 0:3 | Emiratos Árabes Unidos | Estadio Pamir, Dusambé, Tayikistán |  |
|                     |      |     |                        | Árbitro(s):                        |  |

| 10 de abril de 2017 | Tayikistán | 2:10 | Jordania | Estadio Pamir, Dusambé, Tayikistán |  |
|                     |            |      |          | Árbitro(s):                        |  |

| 10 de abril de 2017 | Filipinas | 1:1 | Baréin | Estadio Pamir, Dusambé, Tayikistán |  |
|                     |           |     |        | Árbitro(s):                        |  |

| 12 de abril de 2017 | Jordania | 5:1 | Filipinas | Estadio Pamir, Dusambé, Tayikistán |  |
|                     |          |     |           | Árbitro(s):                        |  |

| 12 de abril de 2017 | Emiratos Árabes Unidos | 1:0 | Tayikistán | Estadio Pamir, Dusambé, Tayikistán |  |
|                     |                        |     |            | Árbitro(s):                        |  |

| 12 de abril de 2017 | Baréin | 4:0 | Irak | Estadio Pamir, Dusambé, Tayikistán |  |
|                     |        |     |      | Árbitro(s):                        |  |

### Grupo B
| Equipos         | Pts. | PJ | PG | PE | PP | GF | GC | Dif. |
| --------------- | ---- | -- | -- | -- | -- | -- | -- | ---- |
| Corea del Sur   | 10   | 4  | 3  | 1  | 0  | 21 | 1  | 20   |
| Corea del Norte | 10   | 4  | 3  | 1  | 0  | 18 | 1  | 17   |
| Uzbekistán      | 6    | 4  | 2  | 0  | 2  | 9  | 10 | -1   |
| India           | 3    | 4  | 1  | 0  | 3  | 3  | 25 | -22  |
| Hong Kong       | 0    | 4  | 0  | 0  | 4  | 1  | 15 | -14  |

| 3 de abril de 2017 | Corea del Norte | 8:0 (4:0) | India | Estadio Kim Il-sung, Pionyang, Corea del Norte |             |
|                    |                 | Reporte   |       | Árbitro(s):                                    | Árbitro(s): |

| 3 de abril de 2017 | Hong Kong | 1:2 (0:1) | Uzbekistán | Estadio Kim Il-sung, Pionyang, Corea del Norte |             |
|                    |           | Reporte   |            | Árbitro(s):                                    | Árbitro(s): |

| 5 de abril de 2017 | Corea del Norte | 5:0 | Hong Kong | Estadio Kim Il-sung, Pionyang, Corea del Norte |  |
|                    |                 |     |           | Árbitro(s):                                    |  |

| 5 de abril de 2017 | India | 0:10 | Corea del Sur | Estadio Kim Il-sung, Pionyang, Corea del Norte |  |
|                    |       |      |               | Árbitro(s):                                    |  |

| 7 de abril de 2017 | Corea del Sur | 1:1 | Corea del Norte | Estadio Kim Il-sung, Pionyang, Corea del Norte |  |
|                    |               |     |                 | Árbitro(s):                                    |  |

| 7 de abril de 2017 | Uzbekistán | 7:1 | India | Estadio Kim Il-sung, Pionyang, Corea del Norte |  |
|                    |            |     |       | Árbitro(s):                                    |  |

| 9 de abril de 2017 | Uzbekistán | 0:4 | Corea del Norte | Estadio Kim Il-sung, Pionyang, Corea del Norte |  |
|                    |            |     |                 | Árbitro(s):                                    |  |

| 9 de abril de 2017 | Hong Kong | 0:6 | Corea del Sur | Estadio Kim Il-sung, Pionyang, Corea del Norte |  |
|                    |           |     |               | Árbitro(s):                                    |  |

| 11 de abril de 2017 | India | 2:0 | Hong Kong | Estadio Kim Il-sung, Pionyang, Corea del Norte |  |
|                     |       |     |           | Árbitro(s):                                    |  |

| 11 de abril de 2017 | Corea del Sur | 4:0 | Uzbekistán | Estadio Kim Il-sung, Pionyang, Corea del Norte |  |
|                     |               |     |            | Árbitro(s):                                    |  |

### Grupo C
| Equipos      | Pts. | PJ | PG | PE | PP | GF | GC | Dif. |
| ------------ | ---- | -- | -- | -- | -- | -- | -- | ---- |
| Tailandia    | 6    | 2  | 2  | 0  | 0  | 7  | 0  | 7    |
| China Taipéi | 3    | 2  | 1  | 0  | 1  | 5  | 1  | 4    |
| Palestina    | 0    | 2  | 0  | 0  | 2  | 0  | 11 | -11  |

| 3 de abril de 2017 | Palestina | 0:6 (0:3) | Tailandia | Estadio Internacional Faisal Al-Husseini, Cisjordania, Palestina |                                |
|                    |           | Reporte   |           | Árbitro(s): Katherine Jacewicz                                   | Árbitro(s): Katherine Jacewicz |

| 5 de abril de 2017 | China Taipéi | 5:0 (3:0) | Palestina | Estadio Internacional Faisal Al-Husseini, Cisjordania, Palestina |                           |
|                    |              | Reporte   |           | Árbitro(s): Cong Thi Dung                                        | Árbitro(s): Cong Thi Dung |

| 7 de abril de 2017 | Tailandia | 1:0 (1:0) | China Taipéi | Estadio Internacional Faisal Al-Husseini, Cisjordania, Palestina |                                |
|                    |           | Reporte   |              | Árbitro(s): Katherine Jacewicz                                   | Árbitro(s): Katherine Jacewicz |

### Grupo D
| Equipos  | Pts. | PJ | PG | PE | PP | GF | GC | Dif. |
| -------- | ---- | -- | -- | -- | -- | -- | -- | ---- |
| Vietnam  | 12   | 4  | 4  | 0  | 0  | 27 | 1  | 26   |
| Birmania | 9    | 4  | 3  | 0  | 1  | 22 | 2  | 20   |
| Irán     | 6    | 4  | 2  | 0  | 2  | 19 | 8  | 11   |
| Singapur | 3    | 4  | 1  | 0  | 3  | 1  | 20 | -19  |
| Siria    | 0    | 4  | 0  | 0  | 4  | 0  | 38 | -38  |

| 3 de abril de 2017 | Irán | 0:2 (0:2) | Birmania | Vietnam YFTC, Hanói, Vietnam |             |
|                    |      | Reporte   |          | Árbitro(s):                  | Árbitro(s): |

| 3 de abril de 2017 | Singapur | 1:0 (0:0) | Siria | Vietnam YFTC, Hanói, Vietnam |             |
|                    |          | Reporte   |       | Árbitro(s):                  | Árbitro(s): |

| 5 de abril de 2017 | Singapur | 0:6 | Irán | Vietnam YFTC, Hanói, Vietnam |  |
|                    |          |     |      | Árbitro(s):                  |  |

| 5 de abril de 2017 | Siria | 0:11 | Vietnam | Vietnam YFTC, Hanói, Vietnam |  |
|                    |       |      |         | Árbitro(s):                  |  |

| 7 de abril de 2017 | Birmania | 14:0 | Siria | Vietnam YFTC, Hanói, Vietnam |  |
|                    |          |      |       | Árbitro(s):                  |  |

| 7 de abril de 2017 | Vietnam | 8:0 | Singapur | Vietnam YFTC, Hanói, Vietnam |  |
|                    |         |     |          | Árbitro(s):                  |  |

| 9 de abril de 2017 | Birmania | 6:0 | Singapur | Vietnam YFTC, Hanói, Vietnam |  |
|                    |          |     |          | Árbitro(s):                  |  |

| 9 de abril de 2017 | Irán | 1:6 | Vietnam | Vietnam YFTC, Hanói, Vietnam |  |
|                    |      |     |         | Árbitro(s):                  |  |

| 11 de abril de 2017 | Siria | 0:12 | Irán | Vietnam YFTC, Hanói, Vietnam |  |
|                     |       |      |      | Árbitro(s):                  |  |

| 11 de abril de 2017 | Vietnam | 2:0 | Birmania | Vietnam YFTC, Hanói, Vietnam |  |
|                     |         |     |          | Árbitro(s):                  |  |

## Clasificados
| Bandera de Tailandia  | Bandera de Filipinas  | Bandera de Corea del Sur | Bandera de Vietnam    |
| Tailandia             | Filipinas             | Corea del Sur            | Vietnam               |
| Clasificado: 07/04/17 | Clasificado: 10/04/17 | Clasificado: 11/04/17    | Clasificado: 11/04/17 |